# Moshe Carmeli
Moshe Carmeli (* 15. Juni 1933 in Bagdad; † 27. September 2007 in Beʾer Scheva) war ein israelischer theoretischer Physiker.

## Leben
Carmeli besuchte die Schule in Bagdad und kam 1950 nach Israel. Er diente in der israelischen Luftwaffe und studierte an der Hebräischen Universität in Jerusalem Physik mit dem Masterabschluss 1960. Er wandte sich der allgemeinen Relativitätstheorie zu und wurde 1964 bei Nathan Rosen am Technion promoviert. Als Post-Doktorand war er danach an der Lehigh University (1964/65), der Temple University und ab 1965 an der University of Maryland. 1967/1968 war er Assistant Professor an der University of Maryland und war gleichzeitig 1967 bis 1972 Wissenschaftler für die US Air Force auf der Wright-Patterson Air Force Base, ab 1969 als Senior Scientist. 1972 ging er wieder nach Israel als Associate Professor an die Ben-Gurion-Universität des Negev, an der er 1974 Professor wurde und bis 1977 der Physik-Fakultät vorstand. 1979 wurde er dort Albert Einstein Professor of Theoretical Physics.
Er war unter anderem Gastprofessor an der State University of New York at Stony Brook (1977/1978, 1981), an der University of Maryland (1985/1986), am Max-Planck-Institut für Physik in München (1980), am International Centre for Theoretical Physics in Triest und an der University of Victoria (2004).
1969 und 1972 erhielt er den US Air Force Outstanding Achievement Award. 1979 bis 1982 war er Vizepräsident und 1982 bis 1985 Präsident der israelischen physikalischen Gesellschaft. Er war Fellow der American Physical Society (1972) und der American Association for the Advancement of Science (1977) und Mitglied der New York Academy of Sciences (1980).
Er war seit 1961 mit Elisheva Cohen verheiratet, mit der er drei Kinder hatte.

## Werk
Er befasste sich insbesondere mit gruppentheoretischer Analyse der allgemeinen Relativitätstheorie und Eichfeldtheorien (auch mit der Formulierung der allgemeinen Relativitätstheorie als SL(2,C) Eichfeldtheorie) und schrieb mehrere Monographien zu diesem Themenkreis.
Er vertrat eine zum Urknall alternative kosmologische Theorie, von ihm kosmologische Relativität genannt. Sie besitzt ein fünfdimensionales kosmologisches Modell mit der Expansionsgeschwindigkeit als fünfter Variabler neben Raum und Zeit entsprechend einer Metrik in der speziell-relativistischen Version der Theorie:
{\displaystyle ds^{2}=\tau dv^{2}+cdt^{2}-(dx^{2}+dy^{2}+dz^{2})}
(mit {\displaystyle \tau ={\frac {1}{H_{0}}}} dem Alter des Universums als Umkehrwert der Hubble-Konstante)

## Schriften
- Group theory and general relativity: Representations of the Lorentz group and their applications to the gravitational field, McGraw Hill 1977, World Scientific 2000
- mit Shimon Malin Representations of the Rotation and Lorentz groups: an introduction, Marcel Dekker 1976
- Classical Fields: General Relativity and Gauge Theory, Wiley 1982
- Statistical theory and random matrices, Marcel Dekker 1983
- mit Kh. Huleihil, E. Leibowitz Gauge Fields. Classification and Equations of Motion, World Scientific 1989
- mit E. Leibowitz, N. Nissani Gravitation: SL(2, C) gauge theory and conservation laws, World Scientific 1990
- mit Shimon Malin Theory of spinors. An introduction, World Scientific 2006
- Cosmological special relativity: The large scale structure of space, time and velocity, World Scientific, 1997, 2. Auflage 2002
- Cosmological relativity: The special and general theories of the structure of the universe, World Scientific 2006
- Herausgeber mit Louis Witten, Stuart Fickler Relativity, Plenum Press 1970 (Relativity Conference in the Midwest 1969)